# Charlotte de Vilmorin
 (mars 2020).
Charlotte de Vilmorin, née le 2 février 1990 à Paris, est une entrepreneure française. Elle est la cofondatrice des entreprises Wheeliz, spécialisée dans la location entre particuliers de voitures adaptées aux personnes en fauteuil roulant, et NEWAV et Abiliz. Engagée pour la défense des droits des personnes en situation de handicap elle milite pour une meilleure prise en compte de l’accessibilité et de l'inclusion. En juin 2024, elle se porte candidate aux législatives dans la dixième circonscription de Paris. Elle est également religieuse au sein de l'Ordre des vierges consacrées. 

## Biographie

### Enfance et formation
Charlotte de Vilmorin est née le 2 février 1990 à Paris. Tétraplégique de naissance, elle se déplace en fauteuil roulant à cause d'une maladie génétique neuromusculaire. Elle vit et travaille à Paris.
Après avoir suivi un parcours scolaire en milieu ordinaire, et une classe préparatoire littéraire en hypokhâgne elle fait des études de communication spécialisées dans la publicité au CELSA, École des hautes études en sciences de l'information et de la communication. Elle est diplômée d'un Master 2 en Stratégie des Marques en 2013.

### Carrière
Elle commence sa carrière en intégrant les agences de publicité BETC et Ogilvy en tant que planneuse stratégique.
En parallèle, en 2012, elle se lance dans l'écriture du blog Wheelcome.net. Elle y raconte avec humour des anecdotes de sa vie parisienne et les péripéties de ses déambulations en fauteuil roulant.
En 2015, elle publie son premier livre, Ne dites pas à ma mère que je suis handicapée, elle me croit trapéziste dans un cirque, paru aux éditions Grasset. Cette autofiction littéraire raconte son quotidien, ses rêves, son parcours et ses combats notamment dans le milieu scolaire et professionnel.  
En mai 2015, Charlotte de Vilmorin et Rémi Janot fondent la start-up Wheeliz. Celle-ci propose une solution unique de locations de voitures entre particuliers. L'entreprise est rachetée en 2021 par APF France handicap.
En 2023, elle cofonde NEWAV (New Electric Wheelchair Accessible Vehicles), qui développe le premier véhicule électrique accessible aux personnes en fauteuil roulant, ainsi qu'une offre de leasing adaptée aux voitures aménagées.

### Parcours religieux
Charlotte de Vilmorin naît dans une famille catholique non pratiquante et fait sa scolarité dans un établissement catholique non mixte, dont « le cadre normatif (…) m'étouffait au point que j’ai nourri une haine du catholicisme et des catholiques en général. J’étais (…) en rupture avec l’Église. » Elle redécouvre la religion au sein de la paroisse Saint Luc dans le 19e arrondissement de Paris et reçoit le sacrement de confirmation en 2018 à Notre-Dame de Paris.
Charlotte de Vilmorin devient vierge consacrée, une forme de vie religieuse catholique non communautaire, en mai 2022,.
Elle évoque son cheminement spirituel dans son deuxième livre, Ceci est mon corps, qui paraît chez Grasset en mars 2024.

## Entreprises

### Wheeliz

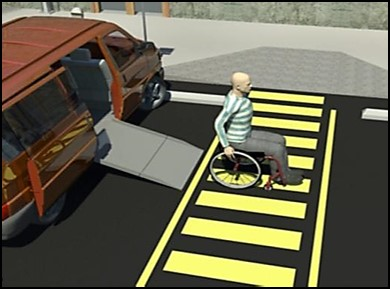
Illustration d'une voiture aménagée pour personnes handicapées.

S'étant retrouvée confrontée à l'impossibilité de se rendre au mariage d'une amie, faute de moyen de transport accessible à son fauteuil, Charlotte lance la création de Wheeliz en créant une campagne de financement participatif sur KissKissBankBank afin de récolter des fonds pour concrétiser son idée. Grâce à 361 contributeurs, elle parvient à réunir 20 670 €.
En mai 2015, Charlotte de Vilmorin et Rémi Janot fondent la start-up Wheeliz qui propose une solution de locations de véhicules aménagés entre particuliers. Les voitures sont adaptées (rampes, poste de conduite adapté…) pour le transport de personnes handicapées. En 2017 l'entreprise lève des fonds auprès de MAIF et Keolis, pour plus d'un million d'euros. 
Wheeliz compte en 2020 une équipe composée de 10 personnes, des milliers de demandes par mois, un parc de 3 000 voitures et un partenariat avec de nombreuses entreprises et associations.
Dans le futur, la marque souhaiterait se développer à l’international mais aussi se préparer au lancement d’une application qui permettrait la dématérialisation lors de la réalisation  contrat et de l’état des lieux.
En 2021 Wheeliz est rachetée par APF France handicap, association de défense des droits des personnes handicapées.

### NEWAV
NEWAV (New Electric Wheelchair Accessible Vehicles) est une entreprise française qui cherche à développer le premier véhicule électrique accessible aux personnes en fauteuil roulant.
NEWAV est aussi à l'origine d'Abiliz, la première offre de leasing accessible aux personnes souhaitant bénéficier d'un véhicule aménagé d'une rampe.

## Engagement politique et militant
Militante pour une meilleure prise en compte des personnes en situation de handicap dans la politique publique, elle sensibilise aux enjeux d'accessibilité et suit l'évolution de la législation concernant le handicap. Elle intervient régulièrement dans le domaine de la mobilité et des transports.
Depuis 2020, elle est bénévole dans le centre d’accueil et d’intégration des personnes migrantes du diocèse de Paris, la maison Bakhita.
En juin 2024, elle se porte candidate sans étiquette aux législatives dans la dixième circonscription de Paris, où elle obtient 623 voix (1,25%).

## Distinctions
Wheeliz a obtenu en 2014, le second prix dans la catégorie "Projet d’entreprise dans l’ESS" - lors de la septième édition du Prix de l’Étudiant entrepreneur en Économie sociale (Peees).
Début 2016, la Commission européenne lui décerne le prix du meilleur projet d’innovation sociale en Europe.
De plus, en 2018, elle fait partie de la sélection des six start-ups qui révolutionnent le quotidien des personnes avec un handicap.
Elle a été élue parmi les 8 femmes françaises à suivre dans la French Tech en 2020, et parmi les 40 femmes Forbes de l'année 2020.

## Publication
- Ne dites pas à ma mère que je suis handicapée, elle me croit trapéziste dans un cirque, Grasset, mars 2015  (ISBN 2246807875).
- Ceci est mon corps, Grasset, mars 2024  (ISBN 2246862957) / Poche, Ephata, mars 2025  (ISBN 978-2-38550-073-3)